# Sagrada Familia (Chile)
Sagrada Familia ist eine Stadt und Gemeinde in der Provinz Curicó in der Región del Maule in Chile. Bei der Volkszählung im Jahr 2017 hatte sie 18.544 Einwohner. Die Gemeinde erstreckt sich über eine Fläche von 548,8 km².

## Geschichte
Auf dem Gebiet der heutigen Gemeinde fand die Schlacht von Peteroa 1556 zwischen den spanischen Streitkräften von Pedro de Villagra y Martínez und den Mapuches unter dem Kommando von Lautaro statt.
Im Jahr 1891 wurde mit dem Dekret zur Gründung von Gemeinden die Gemeinde Valdivia de Lontué aus den Unterdelegationen Lontué und Peteroa des Departements Lontué der Provinz Talca gegründet. Ihr Vorsitz war ursprünglich in der Stadt Lo Valdivia.
1930 wurde beschlossen den Gemeindesitz in die Stadt Sagrada Familia zu verlegen. Schließlich wurde im Jahr 1965 mit dem Gesetz 16.335 die endgültige Änderung des Namens der Gemeinde in den heutigen Namen festgelegt.

## Bevölkerung
Laut der Volkszählung des Nationalen Statistikinstituts von 2002 hatte Sagrada Familia 17.519 Einwohner (9108 Männer und 8411 Frauen). Von diesen lebten 5080 (29 %) in städtischen Gebieten und 12.439 (71 %) in ländlichen Gebieten. Die Bevölkerung wuchs zwischen den Volkszählungen von 1992 und 2002 um 3,7 % (625 Personen). Im Jahr 2017 zählte man 18.544 Personen.